# 青海 (腾冲)
25°7′56″N 98°34′20″E / 25.13222°N 98.57222°E
青海又名澄鏡池，是位於中華人民共和國雲南省騰沖市北海乡雙海村的一個火山湖，是中国唯一的自然酸性湖，屬於大盈江流域。湖面海拔为1885米时，面积0.21平方公里，最大水深为5.9米。南部湖水pH值平均值為5.8。湖水主要靠大盈江流域径流和地下水補給。